# 아이돌Pick크닉
《아이돌Pick크닉》은 아이돌Live, LG헬로비전, 더라이프 채널에서 방영되었던 텔레비전 프로그램이다.

## 개요
- "라떼는 말야" 아재들이 제안하고, 요즘 아이돌이 'Pick!'하는 세대공감 여행 프로그램
- 신중년 MC와 아이돌이 지역을 체험하는 컨셉의 예능으로 지역별로 서로 다른 아이돌이 출연하였다.
- 다시보기의 경우 아이돌Live 앱에서 시청이 가능하다.

## 출연진
- MC : 지석진, 이승윤
- 아이돌 : 총 10팀이 전국 지역을 방문하였다.

| 회차 | 출연진       | 장소      | 비고 |
| ---- | ------------ | --------- | ---- |
| 1회  | CIX          | 강원 정선 |      |
| 2회  | 드림캐쳐     | 충남 태안 |      |
| 3회  | 오마이걸     | 전북 순창 |      |
| 4회  | 펜타곤       | 충북 괴산 |      |
| 5회  | 골든차일드   | 경북 안동 |      |
| 6회  | 온앤오프     | 강원 강릉 |      |
| 7회  | (여자)아이들 | 충남 청양 |      |
| 8회  | 우주소녀     | 경기 연천 |      |
| 9회  | AB6IX        | 강원 춘천 |      |
| 10회 | 위아이       | 충남 보령 |      |